# WASP-15b
WASP-15b є позасонячною планетою відкритою у 2008р в рамках проекту СуперWASP. Орбіта цієї планети знаходиться в 20 раз ближче від материнської зорі, а ніж орбіта Землі від Сонця й планеті потрібно лише більше 0.01 земного року щоб здійснити порвний оберт навколо зорі WASP-15. Маса планети становить тільки половину від маси Юпітера, проте її радіус є на 50% більшим за юпітеріанський радіус. Відповідно середня густина планети WASP-15b становить лише 1/4 від густини води.